# Torshälla stad
Denna artikel handlar om den tidigare kommunen Torshälla stad. För tätorten se Torshälla.
Torshälla stad var en stad i Sverige från 1317, då orten fick stadsrättigheter, och 1863–1971 en stadskommun. Staden upphörde som självständig kommun 1971, då Torshälla uppgick i Eskilstuna kommun.
Namnet Torshälla stad används fortfarande traditionellt för kommundelen Torshälla i Eskilstuna kommun, som politiskt har ett visst självstyre genom Torshälla stads nämnd. Fram till 2017 var det även ett visst administrativt självstyre genom Torshälla stads förvaltning inom Eskilstuna kommun.

## Administrativ historik
Torshälla stad fick stadsrättigheter den 24 februari 1317 av Birger Magnusson.
Staden blev en egen kommun, enligt Förordning om kommunalstyrelse i stad (SFS 1862:14) 1 januari 1863, då Sveriges kommunsystem infördes. År 1952 inkorporerades i staden en del av Torshälla landskommun. 1971 gick staden upp i den då nybildade Eskilstuna kommun.
1 januari 2016 inrättades distriktet Torshälla, med samma omfattning som Torshälla församling hade 1999/2000, och vari detta område ingår.
Den egna jurisdiktionen med magistrat och rådhusrätt upphörde 1 juli 1946, då staden lades under landsrätt i Livgedingets domsagas tingslag.
Stadens församling var Torshälla stadsförsamling, som uppgick 1971 i Torshälla församling.

### Sockenkod
För registrerade fornfynd med mera så återfinns staden inom ett område definierat av sockenkod 0375 som motsvarar den omfattning staden hade kring 1950.

## Stadsvapnet
Blasonering: I fält av silver en med blå krona krönt röd Sankt Olofsbild, hållande i höger hand en yxa och i vänster hand ett riksäpple, båda blå, och stående i ett med utåtvända drakhuvuden försett rött skepp på en av vågskura bildad blå stam.
Vapnet användes 1949-1970.

## Geografi
Torshälla stad omfattade den 1 januari 1952 en areal av 17,80 km², varav 17,48 km² land. Efter nymätningar och arealberäkningar färdiga den 1 januari 1961 omfattade staden samma datum en areal av 18,09 km², varav 17,81 km² land.

### Tätorter i staden 1960
I Torshälla stad fanns tätorten Torshälla, som hade 5 666 invånare den 1 november 1960. Tätortsgraden i staden var då 93,2 procent.

## Politik

### Mandatfördelning i valen 1919–1966
| 12 | 6 | 2 |

| 20 |

| 13 | 4 | 3 |

| 20 |

| 10 | 2 | 8 |

| 20 |

| 13 | 7 |

| 20 |

| 13 | 1 | 6 |

| 20 |

| 13 | 1 | 2 | 4 |

| 20 |

| 14 | 2 | 4 |

| 18 |

| 14 | 1 | 1 | 4 |

| 17 | 3 |

| 1 | 13 | 1 | 3 | 2 |

| 14 | 6 |

|  | 17 | 5 | 2 |

| 20 | 5 |

| 2 | 16 | 5 | 2 |

| 20 | 5 |

|  | 16 |  | 4 | 3 |

| 20 | 5 |

|  | 16 |  | 5 | 2 |

| 21 | 4 |

| 2 | 14 | 6 | 3 |

| 20 | 5 |